# Соловьёв, Александр Николаевич (хоккеист)
Александр Николаевич Соловьёв (род. 20 марта 1972, Ленинград) — советский и российский хоккеист, нападающий.
Воспитанник ленинградского СКА. В сезонах 1988/89 — 1991/92 играл за вторую команду СКА, в сезонах 1989/90 — 1990/91 играл также за СКА в высшей лиге. В дальнейшем выступал в низших дивизионах России и Финляндии за команды «Ижорец» (1992/93 — 1993/94, 1994/95, 1995/96 — 1998/99), «СКА-2» (1994/95), «Юмякя» Иматра (1993/94 — 1994/95, 1995/96) и «Кеттеря» Иматра (2000/01 — 2003/04). Работал тренером молодёжных команд «Кеттеря».
Сын Евгений (род. 1993) — игрок команд низших дивизионов Финляндии.